# Casa al carrer d'en Bac de Roda, 2-4 (Roda de Ter)
La Casa al carrer d'en Bac de Roda, 2-4 és una obra eclèctica de Roda de Ter (Osona) inclosa a l'Inventari del Patrimoni Arquitectònic de Catalunya.

## Descripció
De l'edifici original s'ha conservat només el primer pis, en el que s'obren quatre finestres, dues convertides en balcó, decorades amb pilastres als brancals, amb capitells decorats amb motius florals que sostenen una llinda, també decorada amb motius vegetals i geomètrics en baix relleu. La llinda acaba en una motllura de quart de bossell que marca el forjat i recorre la façana, sobre la qual hi ha un entaulament. El fris està decorat amb una sanefa de flors i fulles de baix relleu. Sobre cada finestra s'obre un ull de bou decorat amb fulles i flors en alt relleu emmarcats per una motllura recta que acaba amb unes mènsules també decorades amb motius florals.

## Història
Les cases del nucli antic de Roda evolucionen a partir d'una estructura molt simple de dues parets unides per un embigat, de planta baixa i dos pisos, cap a estructures més complexes, com aquesta, en què es repeteixen els mòduls de l'estructura bàsica al llarg de la façana, es converteixen en habitatges plurifamiliars i els baixos, d'ús independent, són transformats en botigues o tallers.